# 沿ドニエストル共和国

沿ドニエストル・モルドバ共和国
Приднестровская Молдавская Республика
（ロシア語）
Република Молдовеняскэ Нистрянэ
  （モルドバ語）
Придністровська Молдавська Республіка
（ウクライナ語）

国の標語：なし
国歌：Мы славим тебя, Приднестровье（ロシア語）
Слэвитэ сэ фий, Нистрене（モルドバ語）
Ми славимо тебе, Придністров’я（ウクライナ語）
トランスニストリアよ、われら汝を称える
 

1. 
2. 
3. 

沿ドニエストル・モルドバ共和国（えんドニエストル・モルドバきょうわこく、ロシア語: Приднестровская Молдавская Республика; モルドバ語: Република Молдовеняскэ Нистрянэ; ウクライナ語: Приднiстровська Молдавська Республiка）、通称沿ドニエストル（えんドニエストル、 Transdniestria、Pridnestrovie）、トランスニストリア （Transnistria）は、東ヨーロッパにある事実上の独立国家。首都はティラスポリ。
ロシア連邦の支援を受けているものの、国際的には国家として承認した国際連合加盟国はない。沿ドニエストル政府は、ロシアへの併合を何度も要請している
。
本記事では原則として、事実上の独立国家については「沿ドニエストル（共和国）」、地理的な範囲については「トランスニストリア」と呼ぶこととする。

## 概要
トランスニストリアは、モルドバ東部を流れるドニエストル川と、 ウクライナの陸上国境とに挟まれた南北に細長い地域を指す。この地域は、1924年から15年余りの間にモルダヴィア自治ソビエト社会主義共和国が置かれた際、多くのロシア人及びウクライナ人が入植した経緯から、ソビエト連邦弱体化に伴い連邦からの分離独立を目指すモルダヴィア・ソビエト社会主義共和国の動きに反発し、1990年に親連邦の沿ドニエストル・モルダヴィア・ソビエト社会主義共和国の建国を宣言、翌1991年に連邦が崩壊すると沿ドニエストル共和国と改称した。1992年に、同地域をめぐりモルドバ共和国との間でトランスニストリア戦争が勃発するが、これに勝利し施政権を確立した。
沿ドニエストル共和国は、アブハジア、アルツァフ、南オセチアの、国際的にほぼ承認されていない3つの国家にしか承認されていない。国際的には当地域はモルドバの一部と認められており、モルドバは当地域を、特別な法的地位を有する自治地域ドニエストル左岸行政区画（ルーマニア語: Unitățile Administrativ-Teritoriale din stînga Nistrului）と定めている。

## 国名
沿ドニエストル共和国は、ロシア語、モルドバ語、ウクライナ語を公用語としており、それぞれの語による正式名称が存在する。正式名称と略称、省略形は以下の通りである。
自称であるため、どの名称においても「～の向こう側」を表す「トランス」という表現は含まれていない。
なお、沿ドニエストル共和国で用いられる「モルドバ語」は実質的にルーマニア語と同じであるが、表記にはキリル文字が用いられる。
|              | 正式名称                                    | ラテン文字転写                          |
| ------------ | ------------------------------------------- | --------------------------------------- |
| ロシア語     | Приднестровская Молдавская Республика (ПМР) | Pridnestrovskaya Moldavskaya Respublika |
| モルドバ語   | Република Молдовеняскэ Нистрянэ (РМН)       | Republica Moldovenească Nistreană       |
| ウクライナ語 | Придністровська МолдавськаРеспубліка (ПМР)  | Prydnistrovska Moldavska Respublika     |

また、略称は以下のとおりである。
|              | 略称          | ラテン文字転写 |
| ------------ | ------------- | -------------- |
| ロシア語     | Приднестровье | Pridnestrovie  |
| モルドバ語   | Нистрения     | Nistrenia      |
| ウクライナ語 | Придністров'я | Prydnistrovia  |

日本語では、沿ドニエストルまたはトランスニストリアが用いられるが、これらはロシア語名称「Приднестровье」（「ドニエストル川沿い」の意）および、ルーマニア語名称「Transnistria」（「ドニエストル川の向こう」の意）に由来している。Transnistriaという語は、1989年、モルドバ人民戦線のメンバーであるモルドバ人代議士レオニダ・ラリの選挙スローガンの中で使われたのが最初である。
一方、モルドバ政府は、この地域を「Unitățile Administrativ-Teritoriale din Stînga Nistrului（ドニエストル左岸行政区画）」と規定している。
国際機関ではトランスドニエストル (Transdniester) という呼称が用いられる。略称はПМР（PMR）で、ロシア語の名称「Приднестро́вская Молда́вская Респу́блика」（Pridnestrovskaya Moldavskaya Respublika、沿ドニエストル・モルドバ共和国）に由来する。

## 歴史

### 古代
この地域にはトラキアやスキタイの部族が住んでいた。紀元前600年頃、ドニエストル川の河口近く（現在のウクライナ領ビルホロド＝ドニストロフスキー）にティラス（Tyras、ドニエステル川の古代名）という古代の植民都市が築かれた。4世紀にはゴート族が黒海沿岸部のティラスとオルビア（Olbia）を征服した。ゴート族はドニエストル川の両岸に分かれて居住し、後にそれぞれ西ゴート族と東ゴート族と呼ばれることとなった。
古代末期、東ローマ帝国は、破壊されたティラスの領域に城砦都市を建設し、アスプロカストロンと名づけた。その後オスマン帝国の侵攻を受けた際、この都市の住民の一部がドニエストル川上流に逃れて小さな集落を形成し、これが後のティラスポリとなった。

### 中世
6世紀には、トランスニストリアに南スラヴ人を含む様々な民族と文化が到達した。東スラヴ系民族も住んでいた可能性があるが、テュルク系民族に北に押しやられた。
10世紀にはこの地域にルーマニア系民族が住んでいたことが『原初年代記』に記されている。
11世紀頃にはキエフ大公国の支配下に入ったこともあった。
14世紀にはジェノヴァ共和国の支配下に置かれ、対外貿易の拠点となった。
14世紀中頃に成立したモルダヴィア公国は、14世紀末までにドニエストル川まで版図を広げたが、その向こう側（トランスニストリア）に支配が及ぶことはなかった。
15世紀には正式にリトアニア大公国の一部となった。この頃、現在のモルドバの大部分がオスマン帝国の支配下となったが、トランスニストリアの大部分は1793年の第二次ポーランド分割までポーランド・リトアニア共和国の一部であった。一方トランスニストリアの南部はオスマン帝国の支配下にあった。

### ロシア帝国時代
1792年、トランスニストリア南部がオスマン帝国からロシア帝国に割譲され（ヤッシーの講和）、1793年の第二次ポーランド分割で北部が編入された。ロシアはトランスニストリアを「新モルダヴィア」と名付け、新しい公国としてロシアの宗主権下に置くと宣言。人口もまばらであったこの土地に大規模な植民を行った。西の国境であったこの一帯を防衛する意味もあり、多くのロシア人やウクライナ人が移住した。モルダヴィアの農民には非課税の土地が分配され、植民地化を支援することになった。
1812年にロシアはベッサラビアを併合し、トランスニストリアは国境地帯ではなくなった。
第一次世界大戦中、ドニエストル川以西のルーマニア語話者の代表者は、1917年から1918年にかけてベッサラビア民族運動に参加し、彼らの領土を大ルーマニアに編入することを要求した。しかし、ルーマニアは大規模な軍事介入を必要としたため、彼らの要求を無視した。
1918年の第一次世界大戦の終結時、ウクライナ人民共和国のディレクトーリヤはドニエストル川の左岸地域に対する主権を宣布した。
ロシア内戦後の1922年、ウクライナ・ソヴィエト社会主義共和国（ウクライナSSR）が誕生した。

### ソビエト連邦時代
1924年、ベッサラビアの軍事指導者グリゴレ・コトフスキーが、モルダビア自治州の設立を提案した。その後ウクライナSSR内のドニエストル川とブク川の間の領域モルダビア自治州が設立され、同年10月、モルダヴィア自治ソビエト社会主義共和国（モルダヴィアASSR）として昇格させた。これがトランスニストリア自治領の地政学的構想の始まりである。当時はルーマニア人が住民の大部分を占めており、ルーマニア語で教える学校も開校した。
1927年、ティラスポリやその他の都市で、農民や工場労働者がソビエト連邦当局に対して大規模な暴動を起こしたが、モスクワから派遣された軍隊により鎮圧された。アメリカ合衆国の特派員は、約4,000人の死者が出ていると述べたが、クレムリン（ソ連中央政府）の公式報道機関は否定する報道を行った。
1920年代から1930年代にかけて、何千人ものルーマニア系のトランスニストリア住民がルーマニアに逃れ、ルーマニア政府は彼らの住居と教育のために特別な基金を設立した。1935年の推定では、難民の数は20,000人とされた。
スターリン政権下では、ウクライナ人、ロシア人、ルーマニア人以外の住民はロシア化を迫られた。ごく初期には自由があったものの、やがてそれを過ぎると、ソビエト連邦内のポーランド人のような集団は、嫌がらせや放逐、集団テロにさらされるようになった。1937年から38年にかけて行われた内務人民委員部のポーランド作戦や、モルダヴィアASSRにおける非ルーマニア人に対する母国語での教育が廃止されウクライナ語やロシア語に置き換えられるなど、この傾向は1930年代末にさらに強まった。
民族単位の自治体設立は当時のソ連の一般的な政策であったが、モルダヴィアASSRの設立により、ソ連はベッサラビアに対する領有権も強化することを目指した。ソ連当局はキシナウを「一時的に占領された都市」と呼び、これをモルダヴィアASSRの実質的な首都と宣言した。当時のモルダヴィアASSRの人口は、ウクライナ人48％、ルーマニア・モルダビア人30％、ロシア人9％、ユダヤ人8.5％であった。
1940年、ソビエト連邦はルーマニアに対し、ベッサラビアと北ブコヴィナの割譲、および軍隊の4日以内の撤退を要求する最後通牒を出した、ルーマニア政府はこれに応じた。

### 第二次世界大戦
第二次世界大戦中の1940年8月2日、ソビエト連邦最高会議は、モルダヴィアASSRを解散し、その最西端6ラヨンと、ルーマニアから取得したベッサラビアの一部からモルダヴィア・ソビエト社会主義共和国（モルダヴィアSSR）を編成することを全会一致で承認した。モルダヴィアSSRの90%は、1940年以前にソビエト連邦とルーマニアの国境であったドニエストル川の西側にあり、10%は東側にあった。1940年6月にソ連がルーマニアから得た領土のうち、民族的に異質な北部と南部（現在のチェルニウツィー州とブジャク）はウクライナSSRに譲渡された。戦略上重要な黒海沿岸とドナウ川の間口は、ルーマニアが訴求しうるモルダヴィアSSRよりも信頼できるウクライナSSRに与えられることとなった。
1941年夏、ルーマニアはナチス・ドイツのソ連侵攻（独ソ戦）に参加。ルーマニアはドニエストル川と南ブーフ川の間の地域を占領し、オデッサを地方首都とした。この拡大されたトランスニストリアはトランスニストリア総督国（ルーマニア語：Guvernământul Transnistriei）と呼ばれた。1941年から44年のルーマニアによる占領期間中、15万人から25万人のウクライナ人とルーマニア人のユダヤ人がトランスニストリアに追放され、大多数は総督府のゲットーや強制収容所で処刑または他の原因によって死亡した（ホロコースト）。
1944年、ソ連軍はドイツやルーマニアなど枢軸国をモルダヴィアから駆逐した（ヤッシー＝キシナウ攻勢）。トランスニストリアに住む何千人ものルーマニア人やヴラフ人がその数ヶ月の間に殺されるか、その後の数年間に収容所へと強制送還された。
モルダヴィアSSRは、組織的なロシア化政策の対象となった。キリル文字がモルダヴィア語の公式な文字とされた。後にソ連最高指導者となるレオニード・ブレジネフが1950年代初めにモルダヴィアで共産党第一書記を務め、ヨシフ・スターリンの意を受けてロシア化（ソ連化）を進めた。モルダヴィアSSRに建設されたほとんどの工業はトランスニストリアに集中しており、モルダヴィアの他の地域は農業中心の経済であった。

### ソビエト連邦崩壊・モルダヴィアSSR
1950年代から1980年代にかけては、モルドバの独立主義は抑えられていた。しかし1980年代、ミハイル・ゴルバチョフのペレストロイカ政策により、ソビエト連邦は地域レベルでの政治的自由化が進んだ。この不完全な民主化は、排他的な民族感情が政治勢力として力を得る契機となった。当地域には多くのロシア人、ウクライナ人が居住していたが、こうしたモルドバ民族主義の昂揚に伴い、数々のモルドバ化政策（モルドバ語の唯一の国語化としての制定やルーマニアを模した国旗・国歌の制定）が打ち出されることとなった。
この新しい政策への不満は、ティラスポリなどスラブ系住民が多数を占める都市部であるトランスニストリアでより目に見える形で表れた。東部のティラスポリでは保守派が、キシナウでは共産党がモルダヴィアをソ連内にとどめようとし、内戦を繰り返しながら独立を目指していた。
1989年8月31日にモルドバ最高会議がモルドバ語を公用語として採用し、ロシア語は副次的な目的にのみ使用することを採択した。さらにモルドバ語をソ連時代のキリル文字からラテン文字に戻すこと、モルダヴィアSSRとルーマニアの言語的アイデンティティの共有を宣言した。モルダヴィアSSRのスラブ系住民によって設立されたイェディンストヴォ（統一）運動は、ロシア語とモルドバ語の両方に同等の地位を与えるよう迫った。しかしトランスニストリアにおける民族・言語構成はモルダヴィアSSRの他の地域とは大きく異なっており、ロシア人とウクライナ人の割合が特に高く、モルドバ人の一部も含め、全体的にロシア語を母語とする者が多かった。
1990年6月、モルダヴィア共和国はモルドバ・ソビエト社会主義共和国への国名変更を行い、6月23日に主権ならびに共和制を宣言した。これに対して、同年9月2日、ドニエストル川左岸のロシア語系住民がティラスポリで臨時国会を開催し、「沿ドニエストル・モルダビア・ソビエト社会主義共和国」（Pridnestrovian Moldavian Soviet Socialist Republic、沿ドニエストルSSR）の創設を宣言してモルドバからの分離を目指した。
事態がさらにエスカレートするのを防ぐため、当時のソ連大統領ミハイル・ゴルバチョフは、モルダヴィアSSRによる少数民族の市民権の制限を紛争の原因として挙げながらも、沿ドニエストルSSRの宣言が法的根拠を欠いているとし、1990年12月22日に大統領令でそれを無効とした。それでも実質的な行動は取られず、沿ドニエストルSSR当局は徐々に地域のコントロールを確立していくことが出来た。
1991年8月のソ連のクーデター未遂ののち、8月25日、沿ドニエストル最高会議が「沿ドニエストル地域の独立に関する宣言」を採択し、ソ連からの独立を宣言した。

### 独立とモルドバとの戦争
1991年11月5日にトランスニストリアは社会主義思想を放棄し「沿ドニエストル共和国」と改称された。
1992年5月、旧モルダヴィア・ソビエト社会主義共和国の領土をめぐり、モルドバと沿ドニエストル共和国の間でトランスニストリア戦争が勃発した。戦争はロシア連邦の支援を得た沿ドニエストル共和国が勝利し、ドニエストル左岸地域の大部分に対して、沿ドニエストル共和国による実効支配が続くこととなった。7月、和平協定が締結され、ロシア連邦、モルドバ、沿ドニエストル合同の平和維持軍（Joint Control Commission, JCC）によって停戦監視が行われることとなった。以後、停戦は保たれているが、この地域の法的地位は未解決のままで、「凍結された紛争」となっている。

### 2006年の住民投票
2006年7月12日、旧ユーゴスラビアでのモンテネグロ独立に影響を受けた沿ドニエストル共和国議会は、独立を放棄しモルドバへの編入を希望するか、独立を維持し将来的にロシアに編入するかを問う住民投票を行うことを決めた。投票は同年9月17日に実施され、前者案件は圧倒的多数で反対、後者案件は圧倒的多数で賛成の結果となった。一方、モルドバのヘルシンキ人権委員会は当日現地に出向き出口調査等独自で監視を行っており、当局によって発表された70%を超えるという投票率に対し実際には10％から30％程度しか確認できなかったこと、結果に関しても少なくとも2-3倍に水増しされたか全く捏造された不公正な投票である可能性が高いと発表した。また、選挙当日には投票に行かない者を選挙後にルーマニアに強制的に移住させるという脅し文句で投票を強制させていたこと、過去にボイコットを行った反体制的国民は有権者のリストから除外されていること、公安や軍人がガードをしており投票所の近くに監視員が近づけないようにしていた投票場があったこと、また彼らが投票結果を改竄していたことなどを報告した。
欧州安全保障協力機構、欧州連合、GUAMなどの国際機関やいくつかの国家（ウクライナ、ルーマニア、ブルガリア、トルコ、セルビア、マケドニア、クロアチア、モンテネグロ、ボスニア・ヘルツェゴビナ、アルバニア、ノルウェー、アイスランド）はこの住民投票を認めない立場をとった。欧州評議会においてはロシアのみがこれを認める立場をとった。同様の住民投票は数回にわたって行われているが、実際の影響力、ましてや拘束力は乏しいものといえる。
2014年のクリミア危機によって成立したクリミア共和国が、ロシアへの編入を求め、承認されたことを受けて、沿ドニエストル共和国政府は再びロシア下院に対してロシア連邦への編入を求めた（「ロシアによるクリミアの併合」参照）。

### 2022年のロシアのウクライナ侵攻
2022年にはウクライナとロシアの関係が緊迫し、ロシアが国境に軍を集結させてウクライナに軍事介入した。このことによりウクライナに面し、ロシア連邦軍が駐留する沿ドニエストル共和国の軍事的な存在感が注目されるようになった。ロシア中央軍管区副司令官のルスタム・ミネカエフは4月22日、ウクライナ南部制圧が任務の一つであり、それを達成すれば「ロシア語を話す人々が抑圧されている」沿ドニエストルへのアクセスが確保できるとインタファクス通信やタス通信に語った。
沿ドニエストル共和国側からモルドバにロシア軍が介入するリスクが高まったとする報道もみられた。
同年4月25日、ロシア国営のRIAノーボスチ通信は首都ティラスポリにある国家保安省の建物周辺で爆発音が相次いだと報じた。これに対しロシアと交戦中のウクライナ国防省は、複数回の爆発はロシア連邦保安庁の自作自演による計画的な挑発行為との見解を示した。
5月14日、ウクライナ軍参謀本部は、トランスニストリアでは、武装集団が通常の活動モードに移行している一方、同地域に駐留するロシアの作戦部隊は、引き続き厳戒態勢を敷いていると発表した。
2024年3月に実施されるロシアの大統領選挙を前に、2月8日にモルドバ政府は在外公館以外に大統領選挙の投票所を設けることを禁止すると発表した。沿ドニエストルには約20万人のロシア国民が住んでいると推定され、2018年ロシア大統領選挙では沿ドニエストル領内に24か所、2021年ロシア下院選挙では27か所の投票所が設けられていた。
2月22日、アメリカ合衆国のシンクタンク・戦争研究所は、沿ドニエストルがロシアへの編入を求める住民投票を計画していると警告を発した。2月28日、沿ドニエストルの議員らは特別集会を開き、モルドバの圧力が高まっているとしてロシア連邦議会に保護を求める決議を採択した（なお一部メディアは「沿ドニエストルがロシアへ編入を要請した」と報じたが、沿ドニエストル当局は編入要請について否定している）。ロシア外務省は「沿ドニエストルの住民の利益を守ることは優先事項のひとつである」と述べた一方、モルドバのオレグ・セレブリアン副首相は沿ドニエストルの「プロパガンダ声明」を拒否したと述べた。緊張が高まる中、ロシアはモルドバの決定を無視する形で沿ドニエストルに大統領選挙の投票所の設置を決定し、モルドバは「不支持」を示すためにオレグ・ヴァスネツォフロシア大使を召喚した。
2025年1月1日、ロシアのガスプロムは、ウクライナを経由する天然ガスのパイプライン輸送を停止。年間約20億立方メートルのガスの購入を同パイプラインに頼ってきた沿ドニエストル共和国では、一般家庭のガス供給が全面停止した。同年1月3日からは計画停電が開始。住宅への温水供給やセントラルヒーティングが停止したほか、工場の生産停止も始まった。

## 政治

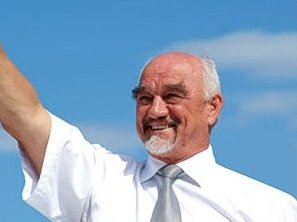
イーゴリ・スミルノフ

沿ドニエストル共和国は大統領制の共和制国家である。大統領は直接選挙で選ばれ、最長で連続2期5年まで務めることができる。現在の大統領はワジム・クラスノセリスキーである。
長くイーゴリ・スミルノフによる統治が続いたが、2011年には選挙による政権交代が実現しエフゲニー・シェフチュクが大統領となった。議会や企業グループシェリフ、さらには駐留ロシア軍（約2,000人）、ロシア資本の意向も絡まり、一概には独裁体制と言えない政治状況にある。
沿ドニエストル共和国の議会は一院制である。43名の議員から構成され、任期は5年。選挙は複数政党制で行われる。共和政党「刷新」は、2005年の選挙でイーゴリ・スミルノフの所属する共和国党を破って第一党となり、以降2010年と2015年の選挙でもさらに議席を増やしている。
選挙が自由で公正であるかどうかについては意見が分かれている。2006年の大統領選挙の際、野党候補のアンドレイ・サフォノフの登録が投票の数日前までなされず、選挙活動がほとんどできなかった。選挙結果が疑わしいとする資料もあり、2001年の選挙では、ある地方でイーゴリ・スミルノフが103.6%の票を集めたと報告されている。
モルドバ本土と自由な往来が可能であり、モルドバの中央選挙管理委員会は、沿ドニエストル共和国の住民がモルドバ政府の支配地域に来れば、モルドバの国政選挙への投票が可能であるとの見解を示している。
2000年の初めに野党のナロドブラスティ党と民衆への力運動が非合法化され、最終的に解散した。
1940年代から1960年代のソビエト連邦のような政治文化が街中に色濃く残っているが、2代目大統領シェフチュクによる自由化の流れも見られる。軍事、経済をロシアに頼っており、欧米寄りのモルドバに対してロシア寄りの政策を採っている。

### 外交
沿ドニエストル共和国とアブハジア、アルツァフ、南オセチアは、ソ連崩壊後の「凍結された紛争」地帯である。これら4つの、いずれも国際的にほぼ承認されていない国家は互いに友好な関係を維持しており、2006年6月14日、アブハジアの首都スフミでアブハジア、南オセチア、沿ドニエストル共和国の大統領が会談し、民主主義と民族の権利のための共同体の設立を発表した。2007年にはアルツァフ共和国（ナゴルノ・カラバフ）も参加している。沿ドニエストル共和国は、これらの国際的にはほとんど国家として承認されていない3カ国との相互承認を行っている。
ロシアは約2,000人あるいは約1,500人の兵力を駐留させ、天然ガスを無償で供与し、実質的に支援している。

## 軍事
沿ドニエストル共和国には約1,500人ないし約2,000人と推定されるロシア連邦軍が駐留するほか、独自の軍事力を持つ。北部のコバスナ村にあるロシア軍の武器・弾薬庫は欧州最大級と報道されており、日本の『産経新聞』の斎藤勉が2001年に現地を訪問し、武器・弾薬庫の直接取材は軍事機密として拒否されたものの、当時のモルドバ大統領ウラジーミル・ヴォローニンが備蓄されている兵器・弾薬を4万トンと語っていたという。
沿ドニエストル共和国軍と準軍事組織は2007年時点で約4,500人から約7,500人の兵士により構成されていると見られる。ティラスポリ、ベンデル、ルィブニツァ、ドゥベサリの4つの自動車化歩兵旅団を主力としている。また陸軍は18輌の戦車、107輌の装甲兵員輸送車、73門の野砲、46の対空施設、174の対戦車兵器を保有している、空軍は、9機のMi-8Tヘリコプター、6機のMi-24ヘリコプター、2機のMi-2ヘリコプターの他、固定翼機としてAn-2、An-26、Yak-18などを保有している。
2022年ロシアのウクライナ侵攻後、沿ドニエストル共和国は中立的な状況を維持すると宣言し、ウクライナへの攻撃を支援するという主張を否定した。しかし、3月上旬、アメリカ合衆国上院のマルコ・ルビオ議員は、沿ドニエストル共和国による紛争関与は明白な証拠なしに行われる可能性を示唆した。
2022年ロシアのウクライナ侵攻開始直後の4月、ロシアは沿ドニエストルにおいてロシア語を話す人々が抑圧されている証拠があると述べ、軍事介入を示唆した。

### ロシア軍駐留問題
1992年のモルドバと沿ドニエストル共和国の停戦協定により、ロシアの平和維持軍の駐留が認可され、現在1,200人のロシア軍が沿ドニエストル共和国に駐留している。沿ドニエストル共和国以外のモルドバ領内にソ連時代から駐留していたロシア軍は、1993年1月までにロシアに完全撤退した。
1994年10月、モルドバとロシアの間で3年以内のロシア第14親衛諸兵科連合軍の撤退合意が成立したが、ロシア側は議会批准が終了していないとして事実上棚上げとなっていた。
1995年4月、第14親衛諸兵科連合軍は在モルドバ共和国沿ドニエストル地域ロシア軍作戦集団に編成された。2010年代には2個大隊、1,500人以下の兵力に縮小された。
1999年、OSCEイスタンブール首脳会議において、2002年末までに沿ドニエストル共和国駐留ロシア軍の兵器弾薬類の完全撤去が義務付けられたが、沿ドニエストル共和国側の抵抗等もあり撤退が進まず、2002年12月のOSCE外相理事会においては撤退期限が2003年末まで延長された。しかし右期限も守られず、それ以降も撤収は遅々として進んでいない。
2004年12月、モルドバ外務大臣アンドレイ・ストラタンは、第12回欧州安全保障協力機構（OSCE）閣僚理事会での演説で、「モルドバの領土におけるロシア軍の存在は、モルドバ当局の政治意思に反し、モルドバ当局によって国家の領土に違法に展開した外国軍の占領と認定され、国際規範や原則に違反している」と述べた。
2007年の時点で、ロシア側は既にその義務を履行したと主張。残留している軍隊は1992年の停戦の下で認可された平和維持軍として奉仕しているためイスタンブール協定に違反しておらず、紛争が完全に解決されるまで残ることになる、と説明した。
2008年11月18日の北大西洋条約機構（NATO）決議では、ロシアに対し、トランスニストリアから軍事力を撤退するよう促した。
2009年3月、ロシア連邦大統領ドミートリー・メドヴェージェフ、モルドバ大統領ウラジーミル・ヴォローニン、トランスニストリア大統領イーゴリ・スミルノフによる三者会合が行われ、既存の平和維持活動の安定的な役割に留意しつつ、トランスニストリアで和解が成立した暁には、OSCEの監督下での平和保証活動に移行することが望ましいとする共同宣言が署名された。
2012年3月に就任したニコラエ・ティモフティ大統領は、モルドバの合意なしに不法にモルドバ領内に駐留しているロシア軍は撤退するべきであるとして、トランスニストリア地域に展開する「平和維持部隊」は国際委任統治下の文民ミッションへ変更させるべきである旨度々発言している。
モルドバは停戦協定で認可された兵士は500人未満であると考えており、2015年には、モルドバの空港を利用しようとする員数過剰のロシア兵を逮捕、国外追放し始めた。ロシア兵が沿ドニエストル共和国に向かうには、キシナウ国際空港からティラスポリまで陸路で移動する必要がある。モルドバは長年、ロシア軍将校や兵士が空港を経由して沿ドニエストル共和国に向かうことをほぼ認めてきたが、国際平和維持軍であることが明確でない者や、十分な事前通告がない者は、空港使用を拒否することもあった。キシナウ空港は、平和維持軍の職員、将校、兵士の移動の可能性にしか応じない可能性が高い。第14親衛諸兵科連合軍の兵士の通過は違法となる。
2016年6月27日、沿ドニエストル共和国で新しい法律が施行され、マスメディア、情報通信ネットワーク、インターネットの利用を含め、沿ドニエストル共和国・モルドバ共和国におけるロシア軍の平和維持活動を批判する行為や公の発言、あるいはロシア軍の平和維持活動に対する沿ドニエストル共和国政府によって「偽」とみなされる解釈を提示することを罰することになった。

## 地理

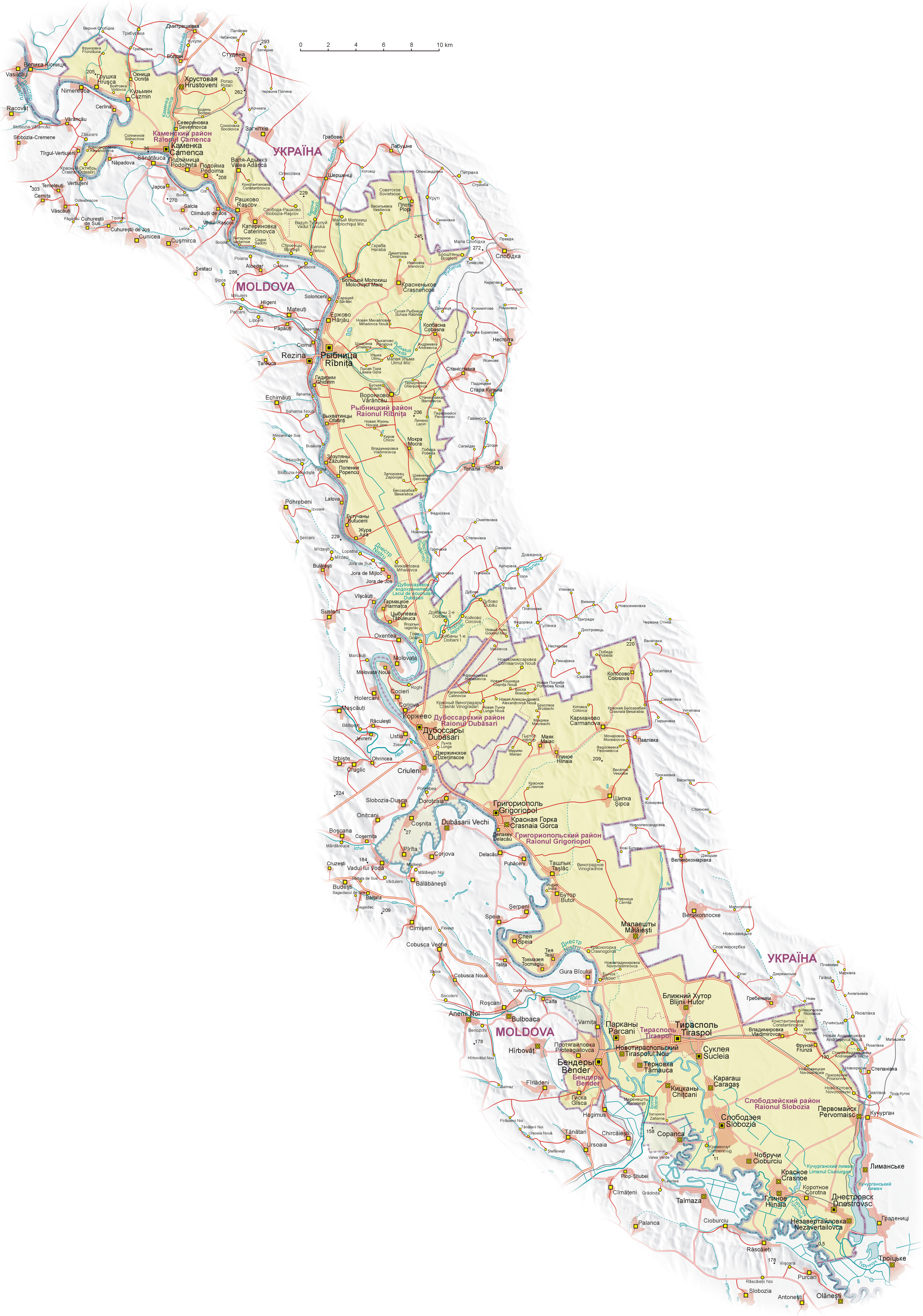
沿ドニエストル共和国の地図

モルドバ共和国のドニエストル川東岸からウクライナとの国境までの南北に細長い地域を主な領土としている。なお、川は直線ではなく蛇行しており、ウクライナとの国境は直線でジグザグした部分も多い。
しかし、全ての領土（実効支配地域）が東岸にあるわけではない。例えば、沿ドニエストル共和国が実効支配しているベンデルはドニエストル川西岸に位置している。一方、東岸にあるコシエリという都市はモルドバ共和国の実効支配下にある。また、中部のドゥボッサールィ地区（モルドバ語名ドゥベサリ）ではモルドバ共和国の実効支配地域が大きく食い込んでおり、分断されているところもある。なお、その分断地域（モルドバ共和国実効支配地域）を横切る道路（沿ドニエストル共和国の南北間を結ぶ）は、沿ドニエストル共和国領となっているためモルドバ共和国の飛地が存在する。

ドゥベサリ付近の地図
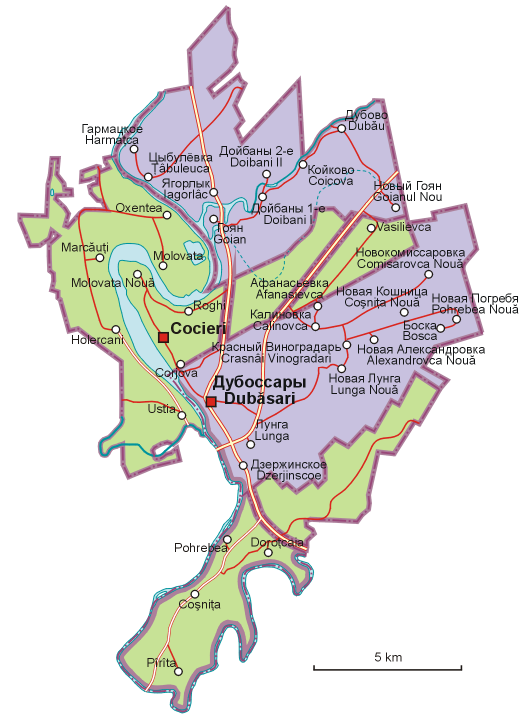
緑がモルドバ共和国の実効支配地域、紫が沿ドニエストル共和国の実効支配地域。
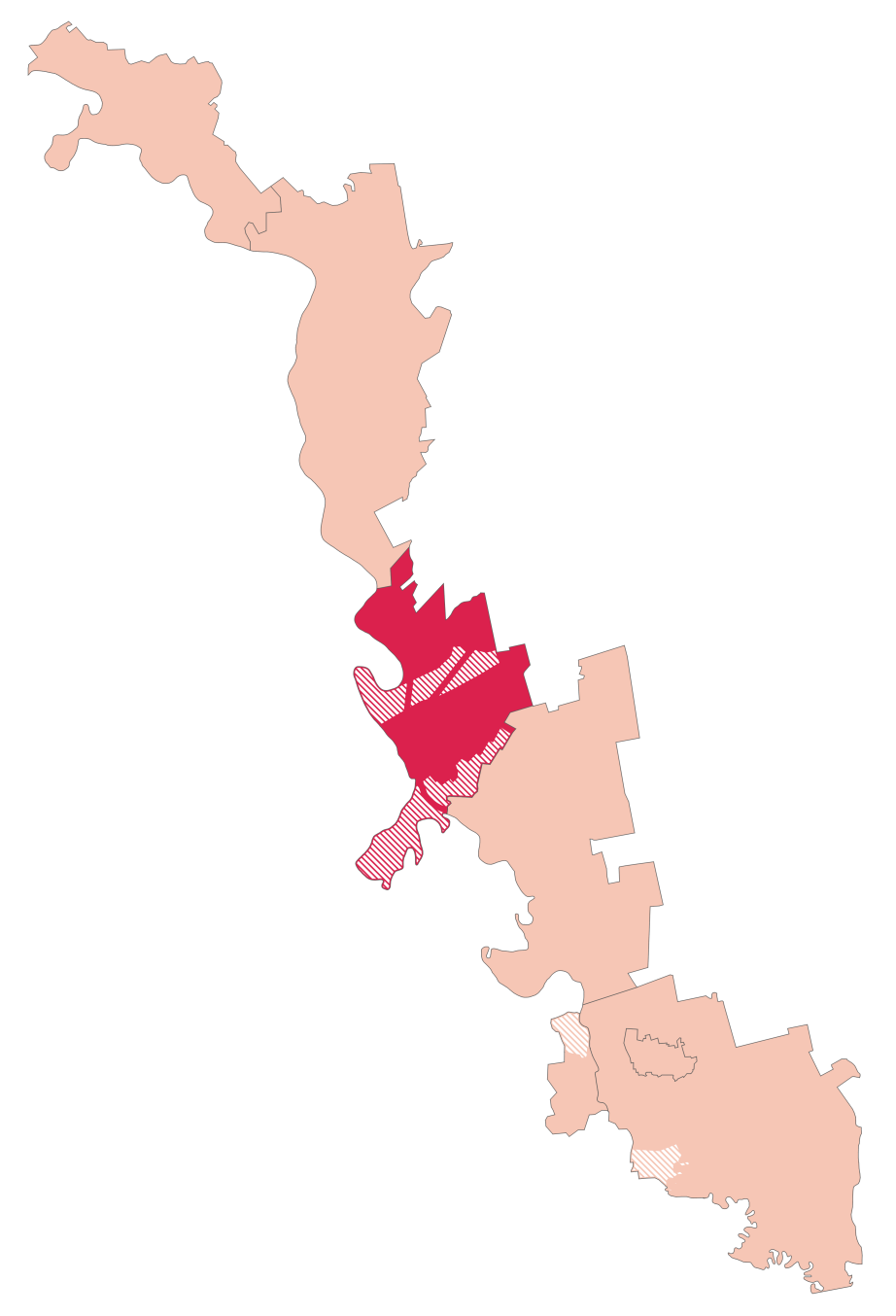
沿ドニエストル共和国の中での位置。
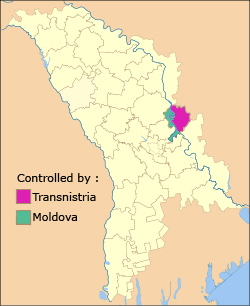
モルドバの中での位置。

## 地方行政区分

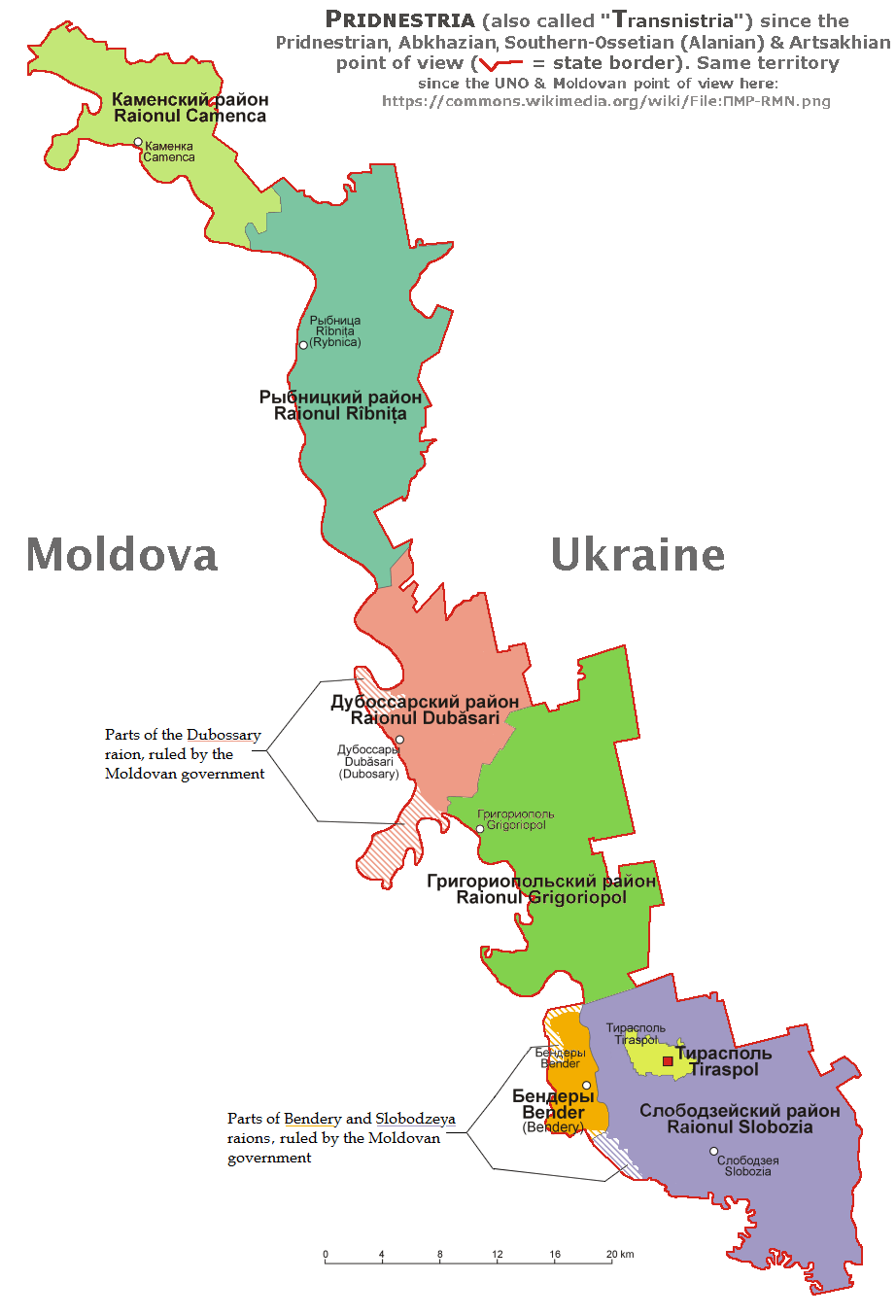
地方行政区分

### 地区
| 地区 (район)         | 中心地           |
| -------------------- | ---------------- |
| カーメンカ地区       | カーメンカ       |
| ルィブニツァ地区     | ルィブニツァ     |
| ドゥボッサールィ地区 | ドゥボッサールィ |
| グリゴリオポリ地区   | グリゴリオポリ   |
| スロボゼヤ地区       | スロボゼヤ       |

### 共和国級市
- ティラスポリ (Тирасполь)：首都
- ベンデル (Бендеры)

## 国民
2015年の主要な民族集団はロシア人（34%）、モルドバ人（33%）、ウクライナ人（26.7%）、およびブルガリア人（2.8%）であった。
ほとんどのトランスニストリア人はモルドバ市民権も持つが、トランスニストリア人の約半数はロシア連邦の国籍を持ち、ウクライナ市民権を有する住民もいる。
1990年代以降の経済低迷により、他地域・他国へ移民する人が多い。1989年に546,400人だったこの地域の人口は2001年には633,600人までに増加したが、このころが当地域の人口のピークであり、また年齢構成も高齢傾向にある。さらに2015年の推計人口は475,665人で、2004年と比べると1割以上にあたる7万人以上も減少した。

## 経済
第二次世界大戦後、トランスニストリアは重工業化され、1990年にはモルドバの人口の17%しか占めていないにもかかわらず、モルドバのGDPの40%と電力の90%を担っていたほどであった。ソ連崩壊後、トランスニストリアは「ブレジネフ式計画経済」への復帰を望んだが、数年後、市場経済へ向かうことを決定した。
1990年代後半に行われた大規模な民営化により、現在ではほとんどの企業が民営化されている。
沿ドニエストル共和国は独自の中央銀行である沿ドニエストル共和国銀行を持ち、自国通貨である沿ドニエストル・ルーブルを発行している。この通貨は自由変動相場制で兌換可能であるが、沿ドニエストル共和国内でしか使用できない。
沿ドニエストル共和国が国家承認されていないことから、飛行機で行くことは不可能である。そのような不便があるので沿ドニエストル共和国の観光業はあまり盛んであるとは言えない。よって外貨獲得も厳しいと言われる。
沿ドニエストル共和国の経済はしばしば密輸と武器輸出に依存していると言われている。これらの疑惑は共和国政府によって否定されており、ロシアやウクライナ当局からも重視されていない。

### マクロ経済
2004年、沿ドニエストル共和国は12億米ドルの債務（3分の2はロシアに対するもの）を抱えており、1人当たりでは（沿ドニエストル共和国を除いた）モルドバの約6倍であった。2007年3月には天然ガス獲得のためのガスプロムへの債務が13億米ドルに増加した。2007年3月22日、ガスプロムは沿ドニエストル共和国に対するガス債権を、共和国最大企業であるモルドバ鉄工所を経営するロシアの実業家アリッシャー・ウスマノフに売却した。沿ドニエストル共和国大統領イーゴリ・スミルノフは、「沿ドニエストル共和国にはガスプロムに対する法的債務がない」ため、ガス債務を支払わないと発表した。2007年11月、沿ドニエストル共和国の公的部門の債務総額は最大16億4000万米ドルであった。
2007年の沿ドニエストル共和国最高評議会の当時の議長であるエフゲニー・シェフチュクのインタビューによると、沿ドニエストル共和国は困難な経済状況にある。2007年に30％の増税が行われたにもかかわらず、年金基金は依然として資金不足であり、緊急措置が必要とされた。しかしシェフチュクは、危機といっても年金と給与の支払いが3ヶ月遅れることを意味するので、状況は絶望的ではなく、危機とは見なされないと述べた。
共和国政府によると、2007年のGDPは6789億沿ドニエストル・ルーブル（約7億9900万米ドル）、1人当たりGDPは約1,500米ドルであった。2007年のGDPは11.1%増加し、インフレ率は19.3%で、1人当たりのGDPは2,140ドルとなり、モルドバの1人当たりのGDP2,040ドルより高い。2007年の共和国政府予算は2億4600万ドルで約1億ドルの推定赤字であり、政府は民営化による収入でカバーしようとした。2008年の予算は3億3100万ドルで約800万の推定赤字であった。

### 対外貿易
貿易は約80か国との間で行われている。
2000年代初頭、輸出の50％以上が独立国家共同体（CIS）、主にロシア、ベラルーシ、ウクライナ、モルドバ（沿ドニエストル当局が外国とみなす）へも渡った。旧ソ連構成国の一部で組織する独立国家共同体（CIS）以外の主な市場はイタリア、エジプト、ギリシャ、ルーマニア、ドイツだった。CISは輸入の60％以上を占め、EU諸国のシェアは約23％だった。主な輸入品は非貴金属、食料品、電気であった。
沿ドニエストル共和国は輸入超過が続いている。2012年、輸入額が輸出額の2.5倍であった。この差は、特に農業において顕著で、2003年に7,000万米ドルだった食料輸入は、2011年には1億9850万米ドルにまで増加した。食料輸入の急増は、この国の農業が非効率であることの証左でもある。
2014年にモルドバがEUと連合協定を締結した後、モルドバの一部と主張される沿ドニエストル共和国は、EUへの無関税輸出を享受した。その結果、2015年には沿ドニエストル共和国の1億8900万米ドルの輸出のうち27％がEU向けとなり、ロシア向けの輸出は7.7％に減少した。このEU市場へのシフトは、2016年にも拡大し続けた。2020年、沿ドニエストル共和国税関は6億3310万米ドルの輸出と10億5270万米ドルの輸入を報告した。

### トランスニストリア国境関税問題
2005年のモルドバとウクライナの合意により、沿ドニエストル共和国の企業は、モルドバの税関当局に登録すれば、輸出品にEUの貿易優遇措置を受けられるという新しい関税制度が導入された。この合意はモルドバ・ウクライナ国境監視ミッション（EUBAM）が実施された後に履行された。
2006年3月3日、ウクライナは沿ドニエストル共和国との国境に新しい関税規則を導入した。ウクライナは2005年12月にウクライナとモルドバの間で合意された共同関税議定書の実施の一環として、モルドバの税関で処理された書類のみを用いて沿ドニエストル共和国から商品を輸入することを宣言した。米国、欧州連合、OSCEはウクライナのこの動きを承認したが、沿ドニエストル共和国とロシアは、この行為を「経済封鎖」と呼んだ。
3月4日、沿ドニエストル共和国はモルドバとウクライナの輸送を沿ドニエストル共和国の国境でブロックすることでこれに対抗した。沿ドニエストル共和国のブロックは2週間後に解除された。しかし、モルドバ・ウクライナのブロックは依然として残っており、双方の間の地位協定交渉の進展を妨げている。 規制後の数ヶ月間、沿ドニエストル共和国からの輸出は激減した。沿ドニエストル共和国はこの地域における「人道的大惨事」を宣言し、モルドバはこの宣言を「意図的な誤報」と呼んだ。

### 経済セクター
重工業（鉄鋼生産、セメント）、電力生産、製造業（繊維工業）が主要産業で、これらは合わせて工業生産高全体の約80％を占めている。
リブニツァにあるモルドバ製鉄所（ロシアのメタロインベスト持ち株会社の一部）は、この国の歳入の約60％を占めている。
繊維産業の最大企業はティロテックスで、ヨーロッパ第2位の繊維会社だと主張している。
モルドバで消費される電力の約8割が沿ドニエストル共和国で発電されている。同国最大の電力会社モルダフスカヤGRESはロシアの企業Inter RAOの子会社であり、南部の都市ドネストロフスクでクチュルガン発電所を操業している。
ロシアは天然ガスを実質無償で供給し、病院・学校の整備や年金支給を通じても支援している。
銀行部門は、ガスプロムバンクを含む8つの商業銀行で構成されている。
コングロマリットであるシェリフは、この国のビジネスのほぼ全ての分野に展開し、地元の政治やスポーツにも大きく関わるようになった。スーパーマーケット、ガソリンスタンド、携帯電話会社、テレビ局、出版社、建設会社、広告代理店、酒類生産企業KVINT、サッカークラブFCシェリフ・ティラスポリとそのホームスタジアムスポルティヴヌィイ・コムプレクス・シェリフなど、多方面にわたる。KVINTは、ブランデー、ワイン、ウォッカを生産し、各国へ輸出も行っている。

### 農業
反面で農業はモルドバと比べると生産量に乏しいものの、温室栽培で青果物を生産していることから品質が比較的良いものが収穫出来ると言われている。2016年にロシアは自国空軍の戦闘機をトルコによって撃墜された事件への報復としてトルコからの物品の輸入を禁止したが、その代償として輸入の主要品物となっていた青果物を失うこととなった。これを受け、沿ドニエストルは代替の青果供給地として名乗りを上げており、特にトマトの供給に対しては積極的にアピールをしている。

## スポーツ
沿ドニエストル共和国ではサッカーが最も人気のスポーツであり、沿ドニエストル共和国サッカー連盟（FFT）によってサッカー沿ドニエストル共和国代表が組織されている。国際サッカー連盟（FIFA）には未加盟のため、FIFAワールドカップに参加する事は出来ない。